# Jean de Dietrich (1746-1805)
Pour les articles homonymes, voir Jean de Dietrich.
Jean de Dietrich (Strasbourg, 7 septembre 1746 - Saint-Domingue, 12 janvier 1805) est un industriel alsacien. 

## Biographie
Fils de Jean de Dietrich (1719-1795), il devient directeur des domaines De Dietrich à Saint-Domingue.
Il épouse Louise-Sophie von Glaubitz, fille de Christian Sigismund von Glaubitz et d'Octavia Frédérika Franziska de Landsberg. Ils seront notamment les parents de Louise de Dietrich, dite Pervenche, épouse de Scipion Perier.